# Départements du Burkina Faso

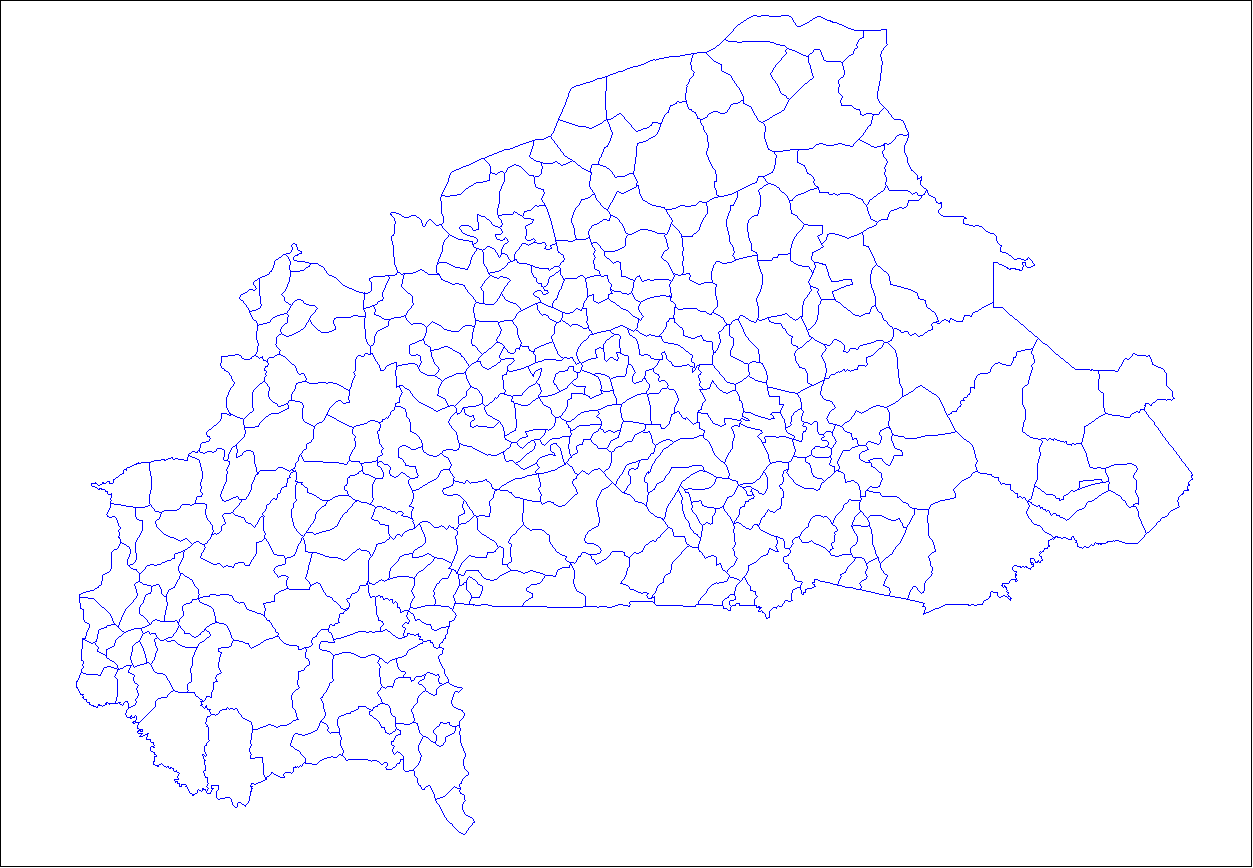
Carte du Burkina Faso indiquant sa subdivision en départements (2006).

Les 45 provinces du Burkina Faso sont subdivisées en 351 départements (en 2014).

## Histoire
La liste des départements a été profondément modifiée en 1995, lorsque les 15 plus peuplés ont été érigés en provinces séparées de leur province d'origine (faisant passer le nombre des provinces de 30 à 45) et divisés alors eux-mêmes en de nouveaux départements (en scindant les anciennes administrations communales, urbaines ou rurales).
L'administration locale du Burkina Faso a profondément changé depuis que la loi numéro 055-2004/AN créant le Code général des collectivités territoriales a été adoptée, en 2004. Cette loi a été mise en œuvre effective en 2006 par le décret numéro 2006-204/PRES/PM/MFB définissant le régime comptable et financier des collectivités territoriales (nécessaire à leur autonomie financière et pour la gestion des subventions qu'elles accordent ainsi que les transferts de lignes budgétaires par les instances nationales ou entre les collectivités territoriales de niveaux différents, ainsi que le cadre institutionnel et juridique plus solide nécessaire à la normalisation et au contrôle des accords de coopération internationaux), puis les élections municipales ont été organisées en 2006 dans tout le pays ainsi que les élections régionales.
Les 13 régions, par leur statut à la fois de circonscriptions administratives (déjà créées le 2 juillet 2001, avec à leur tête un gouverneur représentant l'État sur le plan exécutif et les institutions législatives ou judiciaires nationales pour faire appliquer la loi dans les collectivités locales concertées) et celui de collectivités territoriales depuis les élections de 2006 (avec un conseil régional compétent et une comptabilité et fiscalité propre), définissent aujourd'hui le cadre d'aménagement et de développement économique concerté entre les 340 départements-municipalités rurales et les quelques autres départements urbanisés qui peuvent encore comprendre des communes séparées.

## Cadre institutionnel

### Organisation au sein des provinces, des régions et de la République (ou Faso)
Toutes les 45 provinces (rassemblant les départements) ont été conservées comme échelons administratifs intermédiaires (adapté au développement, à la planification, aux statistiques et aux coopérations nationales ou internationales), mais sans y établir au départ aucune collectivité locale (cette compétence relève des régions ou des départements qui participent à ces accords selon leurs moyens et objectifs).
Pour les aider dans leur tâche exécutive (notamment de police et de sécurité civile, ou pour le recensement de la population et des activités économiques, ou pour porter publicité des lois nationales auprès de la population, ou faire appliquer la politique fiscale nationale ou locale, ou pour collecter pour le compte de l'État les instruments légaux de gestion des collectivités locales), les 13 gouverneurs des régions délèguent une part de leurs missions administratives à des hauts-commissaires locaux compétents dans leur province, afin de contrôler leurs conseils municipaux, y faire appliquer les décisions du conseil régional, réguler les conseils villageois de développement ou toute autre circonscription administrative décidées par les communes pour les découper administrativement, ainsi que vérifier la conformité légale des accords de coopération entre les collectivités et conseils des villages de la province ou des collectivités étrangères dans les accords de coopération internationaux.
Le département tout entier (et non les éventuelles communes urbaines non fusionnées qui le composent encore, ni les éventuelles communes urbaines ou rurales qui pourraient être créées dans les actuels départements si nécessaire à leur gestion autonome) est la circonscription électorale désormais retenue dans tout le pays pour l’élection des conseillers représentant chaque province et qui siègent au conseil régional.
En dehors de ce rôle au niveau de la représentation électorale, le département (issu à l'origine de l'ancien découpage avant les réformes de 2001) n'a aucun rôle particulier car il n'est plus lui-même une collectivité territoriale comme peut l'être aujourd'hui la commune.
Cependant la commune n'est pas compétente sur la totalité du territoire qui lui est dévolu in fine dans le département, les espaces ruraux restant sous le contrôle de l'État burkinabè, via ses représentants qui sont le commissaire de leur département, le haut-commissaire de leur province et le gouverneur de leur région. Ainsi les occupations de terrain hors des territoires urbanisés (des villes ou villages composant la commune dans le département) est interdite (et pourra mener à des expulsions et démolitions sans recasement ni indemnisation des occupants). La commune doit obtenir d'abord du haut-commissaire un droit d'usage des sols pour pouvoir s'étendre dans le département.
De même, la plus grosse longueur des routes interdépartementales, interprovinciales ou interrégionales est donc hors du champ de compétence de la commune mais dans celui de l'État via ses hauts-commissaires (dans les départements), hauts-commissaires (dans les provinces) et gouverneurs (dans les régions). La protection des espaces naturels (pour les parcs régionaux) n'est pas dans le champ de compétence des communes, même si ceux qui travaillent dans ces parcs y sont électeurs, mais de la région (les provinces ne sont pas des collectivités territoriales non plus mais des subdivisions administratives de l'État).

### Organisation interne
L'ensemble du territoire burkinabé urbanisé a été placé dans une commune compétente (depuis 2006) : parmi les 351 départements du Burkina Faso (en 2014), 302 de ces nouvelles communes rurales correspondent au territoire des départements, qui auparavant ne regroupaient au sein de structures administratives informelles au niveau des départements (voire des provinces) que des villages sans administration locale réellement autonome. Les 49 autres communes ont un espace urbain (dont les deux villes de Ouagadougou et Bobo-Dioulasso qui sont divisées en arrondissements) et un espace rural groupant les autres villages au sein de leur département.
Les départements (aujourd'hui tous érigés en communes) sont généralement (mais pas toujours) désignés par le nom de leur ville ou village principal. Il existe deux types de statuts pour les départements : les « communes urbaines » et les « communes rurales » ; parmi les communes urbaines, deux (les plus peuplées) ont un statut particulier en tant que ville subdivisée en arrondissements : c'est le cas de la capitale nationale Ouagadougou, et de la seconde ville du pays (capitale régionale et ancienne capitale royale) de Bobo-Dioulasso. Il n'y a plus aujourd'hui d'administration locale au niveau des « villages », tous ceux-ci ayant été regroupés au sein d'un département autour de la ville ou du village le plus peuplé ou le plus central, érigé en chef-lieu du département (ou commune).
Au sein de toutes ces communes (urbaines ou rurales) peuvent donc exister à la fois un espace rural (rassemblant les conseils de villages) et un espace urbain (organisé avec des conseils de quartiers ou d'arrondissements si nécessaires), sans que ces structures locales (uniquement consultatives) soient elles-mêmes des collectivités territoriales, les deux espaces communaux n'occupant pas la partie non urbanisée (qui comprend aussi les parcs régionaux) de leur département associé. Les anciens villages des espaces urbains sont aujourd'hui soit des quartiers sans structure administrative propre, soit des arrondissements, mais élisent leurs conseillers locaux au sein du conseil municipal de la commune. Dans l'espace rural, les hameaux les moins peuplés sont regroupés autour d'un village centre pour désigner leurs conseillers locaux au sein de la municipalité.
Tous les villages ruraux disposent aujourd'hui d'un « conseil villageois de développement », placé sous l'autorité du conseil municipal, lequel est donc élu et compétent le plus souvent à l'échelle territoriale du département tout entier (hormis l'espace rural réservé par l'Etat et normalement non habité de façon permanente, incluant les routes reliant les villes et villages et les parcs nationaux ou régionaux, ce territoire rural étant placé sous l'autorité déléguée d'un haut-commissaire désigné pour tout le département) : le conseil municipal suffit, il réunit des représentants élus pour chacun des villages administratifs ou secteurs urbains. Aucun « conseil départemental » n'est nécessaire dans les 302 communes rurales (en 2006), ni souvent dans les autres communes urbaines qui ont par la suite été fusionnées aussi à l'échelle du département pour ne former qu'une seule et même municipalité, cependant divisée en secteurs administratifs (correspondant aux limites des anciennes localités plus petites du département), eux-mêmes parfois regroupés en arrondissements municipaux dans les 2 plus grandes communes urbaines du pays ayant ce statut particulier.

## Liste des départements
| Département                      | Type de commune              | Subdivisions | Chef-lieu de ?                                         | Nº | Dans la province            | Nº | Dans la région    |
| -------------------------------- | ---------------------------- | --- | ------------------------------------------------------ | -- | --------------------------- | -- | ----------------- |
| Bagassi                          | rurale                       | villages |                                                        | 31 | Balé                        | 01 | Boucle du Mouhoun |
| Bana                             | rurale                       | villages |                                                        | 31 | Balé                        | 01 | Boucle du Mouhoun |
| Boromo                           | urbaine                      | 4 secteurs et villages | Chef-lieu de province                                  | 31 | Balé                        | 01 | Boucle du Mouhoun |
| Fara                             | rurale                       | villages |                                                        | 31 | Balé                        | 01 | Boucle du Mouhoun |
| Oury                             | rurale                       | villages |                                                        | 31 | Balé                        | 01 | Boucle du Mouhoun |
| Pâ                               | rurale                       | villages |                                                        | 31 | Balé                        | 01 | Boucle du Mouhoun |
| Pompoï                           | rurale                       | villages |                                                        | 31 | Balé                        | 01 | Boucle du Mouhoun |
| Poura                            | rurale                       | villages |                                                        | 31 | Balé                        | 01 | Boucle du Mouhoun |
| Siby                             | rurale                       | villages |                                                        | 31 | Balé                        | 01 | Boucle du Mouhoun |
| Yaho                             | rurale                       | villages |                                                        | 31 | Balé                        | 01 | Boucle du Mouhoun |
| Balavé                           | rurale                       | villages |                                                        | 32 | Banwa                       | 01 | Boucle du Mouhoun |
| Kouka                            | rurale                       | villages |                                                        | 32 | Banwa                       | 01 | Boucle du Mouhoun |
| Sami                             | rurale                       | villages |                                                        | 32 | Banwa                       | 01 | Boucle du Mouhoun |
| Sanaba                           | rurale                       | villages |                                                        | 32 | Banwa                       | 01 | Boucle du Mouhoun |
| Solenzo                          | urbaine                      | 4 secteurs et villages | Chef-lieu de province                                  | 32 | Banwa                       | 01 | Boucle du Mouhoun |
| Tansila                          | rurale                       | villages |                                                        | 32 | Banwa                       | 01 | Boucle du Mouhoun |
| Barani                           | rurale                       | villages |                                                        | 13 | Kossi                       | 01 | Boucle du Mouhoun |
| Bomborokuy                       | rurale                       | villages |                                                        | 13 | Kossi                       | 01 | Boucle du Mouhoun |
| Bourasso                         | rurale                       | villages |                                                        | 13 | Kossi                       | 01 | Boucle du Mouhoun |
| Djibasso                         | rurale                       | villages |                                                        | 13 | Kossi                       | 01 | Boucle du Mouhoun |
| Dokuy                            | rurale                       | villages |                                                        | 13 | Kossi                       | 01 | Boucle du Mouhoun |
| Doumbala                         | rurale                       | villages |                                                        | 13 | Kossi                       | 01 | Boucle du Mouhoun |
| Kombori                          | rurale                       | villages |                                                        | 13 | Kossi                       | 01 | Boucle du Mouhoun |
| Madouba                          | rurale                       | villages |                                                        | 13 | Kossi                       | 01 | Boucle du Mouhoun |
| Nouna                            | urbaine                      | 7 secteurs et villages | Chef-lieu de province                                  | 13 | Kossi                       | 01 | Boucle du Mouhoun |
| Sono                             | rurale                       | villages |                                                        | 13 | Kossi                       | 01 | Boucle du Mouhoun |
| Bondokuy                         | rurale                       | villages |                                                        | 15 | Mouhoun                     | 01 | Boucle du Mouhoun |
| Dédougou                         | urbaine                      | 7 secteurs et villages | Chef-lieu de province et de région                     | 15 | Mouhoun                     | 01 | Boucle du Mouhoun |
| Douroula                         | rurale                       | villages |                                                        | 15 | Mouhoun                     | 01 | Boucle du Mouhoun |
| Kona                             | rurale                       | villages |                                                        | 15 | Mouhoun                     | 01 | Boucle du Mouhoun |
| Ouarkoye                         | rurale                       | villages |                                                        | 15 | Mouhoun                     | 01 | Boucle du Mouhoun |
| Safané                           | rurale                       | villages |                                                        | 15 | Mouhoun                     | 01 | Boucle du Mouhoun |
| Tchériba                         | rurale                       | villages |                                                        | 15 | Mouhoun                     | 01 | Boucle du Mouhoun |
| Gassan (ou Gassam)               | rurale                       | villages |                                                        | 40 | Nayala                      | 01 | Boucle du Mouhoun |
| Gossina                          | rurale                       | villages |                                                        | 40 | Nayala                      | 01 | Boucle du Mouhoun |
| Kougny                           | rurale                       | villages |                                                        | 40 | Nayala                      | 01 | Boucle du Mouhoun |
| Toma                             | urbaine                      | 8 secteurs et villages | Chef-lieu de province                                  | 40 | Nayala                      | 01 | Boucle du Mouhoun |
| Yaba                             | rurale                       | villages |                                                        | 40 | Nayala                      | 01 | Boucle du Mouhoun |
| Yé                               | rurale                       | villages |                                                        | 40 | Nayala                      | 01 | Boucle du Mouhoun |
| Di                               | rurale                       | villages |                                                        | 27 | Sourou                      | 01 | Boucle du Mouhoun |
| Gomboro                          | rurale                       | villages |                                                        | 27 | Sourou                      | 01 | Boucle du Mouhoun |
| Kassoum                          | rurale                       | villages |                                                        | 27 | Sourou                      | 01 | Boucle du Mouhoun |
| Kiembara                         | rurale                       | villages |                                                        | 27 | Sourou                      | 01 | Boucle du Mouhoun |
| Lanfièra (ou Lanfiéra)           | rurale                       | villages |                                                        | 27 | Sourou                      | 01 | Boucle du Mouhoun |
| Lankoué                          | rurale                       | villages |                                                        | 27 | Sourou                      | 01 | Boucle du Mouhoun |
| Toéni                            | rurale                       | villages |                                                        | 27 | Sourou                      | 01 | Boucle du Mouhoun |
| Tougan                           | urbaine                      | 7 secteurs et villages | Chef-lieu de province                                  | 27 | Sourou                      | 01 | Boucle du Mouhoun |
| Banfora                          | urbaine                      | 15 secteurs et villages | Chef-lieu de province et de région                     | 06 | Comoé                       | 02 | Cascades          |
| Bérégadougou                     | rurale                       | villages |                                                        | 06 | Comoé                       | 02 | Cascades          |
| Mangodara                        | rurale                       | villages |                                                        | 06 | Comoé                       | 02 | Cascades          |
| Moussodougou                     | rurale                       | villages |                                                        | 06 | Comoé                       | 02 | Cascades          |
| Niangoloko                       | urbaine                      | 9 secteurs et villages |                                                        | 06 | Comoé                       | 02 | Cascades          |
| Ouo                              | rurale                       | villages |                                                        | 06 | Comoé                       | 02 | Cascades          |
| Sidéradougou                     | rurale                       | villages |                                                        | 06 | Comoé                       | 02 | Cascades          |
| Soubakaniédougou                 | rurale                       | villages |                                                        | 06 | Comoé                       | 02 | Cascades          |
| Tiéfora                          | rurale                       | villages |                                                        | 06 | Comoé                       | 02 | Cascades          |
| Dakoro                           | rurale                       | villages |                                                        | 38 | Léraba                      | 02 | Cascades          |
| Douna                            | rurale                       | villages |                                                        | 38 | Léraba                      | 02 | Cascades          |
| Kankalaba                        | rurale                       | villages |                                                        | 38 | Léraba                      | 02 | Cascades          |
| Loumana                          | rurale                       | villages |                                                        | 38 | Léraba                      | 02 | Cascades          |
| Niankorodougou                   | rurale                       | villages |                                                        | 38 | Léraba                      | 02 | Cascades          |
| Ouéléni                          | rurale                       | villages |                                                        | 38 | Léraba                      | 02 | Cascades          |
| Sindou                           | urbaine                      | 5 secteurs et villages | Chef-lieu de province                                  | 38 | Léraba                      | 02 | Cascades          |
| Wolonkoto                        | rurale                       | villages |                                                        | 38 | Léraba                      | 02 | Cascades          |
| Komki-Ipala                      | rurale                       | villages |                                                        | 11 | Kadiogo                     | 03 | Centre            |
| Komsilga                         | rurale                       | villages |                                                        | 11 | Kadiogo                     | 03 | Centre            |
| Koubri                           | rurale                       | villages |                                                        | 11 | Kadiogo                     | 03 | Centre            |
| Ouagadougou (ou Ouaga)           | urbaine à statut particulier | 12 arrondissements couvrant : 55 secteurs (dont 30 anciens secteurs et 1 ancien secteur des ambassades devenu arrondissement spécial et 16 anciens villages) | Chef-lieu de province et de région, capitale nationale | 11 | Kadiogo                     | 03 | Centre            |
| Pabré                            | rurale                       | villages |                                                        | 11 | Kadiogo                     | 03 | Centre            |
| Saaba                            | rurale                       | villages |                                                        | 11 | Kadiogo                     | 03 | Centre            |
| Tanghin-Dassouri                 | rurale                       | villages |                                                        | 11 | Kadiogo                     | 03 | Centre            |
| Bagré                            | rurale                       | villages |                                                        | 04 | Boulgou                     | 04 | Centre-Est        |
| Bané                             | rurale                       | villages |                                                        | 04 | Boulgou                     | 04 | Centre-Est        |
| Béguédo                          | rurale                       | villages |                                                        | 04 | Boulgou                     | 04 | Centre-Est        |
| Bissiga                          | rurale                       | villages |                                                        | 04 | Boulgou                     | 04 | Centre-Est        |
| Bitou (ou Bittou)                | urbaine                      | 5 secteurs et villages |                                                        | 04 | Boulgou                     | 04 | Centre-Est        |
| Boussouma                        | rurale                       | villages |                                                        | 04 | Boulgou                     | 04 | Centre-Est        |
| Garango                          | urbaine                      | 7 secteurs et villages |                                                        | 04 | Boulgou                     | 04 | Centre-Est        |
| Komtoèga                         | rurale                       | villages |                                                        | 04 | Boulgou                     | 04 | Centre-Est        |
| Niaogho (ou Niaogo)              | rurale                       | villages |                                                        | 04 | Boulgou                     | 04 | Centre-Est        |
| Tenkodogo                        | urbaine                      | 6 secteurs et villages | Chef-lieu de province et de région                     | 04 | Boulgou                     | 04 | Centre-Est        |
| Zabré                            | rurale                       | villages |                                                        | 04 | Boulgou                     | 04 | Centre-Est        |
| Zoaga                            | rurale                       | villages |                                                        | 04 | Boulgou                     | 04 | Centre-Est        |
| Zonsé                            | rurale                       | villages |                                                        | 04 | Boulgou                     | 04 | Centre-Est        |
| Comin-Yanga                      | rurale                       | villages |                                                        | 36 | Koulpélogo                  | 04 | Centre-Est        |
| Dourtenga                        | rurale                       | villages |                                                        | 36 | Koulpélogo                  | 04 | Centre-Est        |
| Lalgaye                          | rurale                       | villages |                                                        | 36 | Koulpélogo                  | 04 | Centre-Est        |
| Ouargaye                         | urbaine                      | 5 secteurs et villages | Chef-lieu de province                                  | 36 | Koulpélogo                  | 04 | Centre-Est        |
| Sangha (ou Sanga)                | rurale                       | villages |                                                        | 36 | Koulpélogo                  | 04 | Centre-Est        |
| Soudougui                        | rurale                       | villages |                                                        | 36 | Koulpélogo                  | 04 | Centre-Est        |
| Yargatenga                       | rurale                       | villages |                                                        | 36 | Koulpélogo                  | 04 | Centre-Est        |
| Yondé                            | rurale                       | villages |                                                        | 36 | Koulpélogo                  | 04 | Centre-Est        |
| Andemtenga                       | rurale                       | villages |                                                        | 14 | Kouritenga                  | 04 | Centre-Est        |
| Baskouré                         | rurale                       | villages |                                                        | 14 | Kouritenga                  | 04 | Centre-Est        |
| Dialgaye                         | rurale                       | villages |                                                        | 14 | Kouritenga                  | 04 | Centre-Est        |
| Gounghin                         | rurale                       | villages |                                                        | 14 | Kouritenga                  | 04 | Centre-Est        |
| Kando (ou Cando)                 | rurale                       | villages |                                                        | 14 | Kouritenga                  | 04 | Centre-Est        |
| Koupéla                          | urbaine                      | 5 secteurs et villages | Chef-lieu de province                                  | 14 | Kouritenga                  | 04 | Centre-Est        |
| Pouytenga                        | urbaine                      | 5 secteurs et villages |                                                        | 14 | Kouritenga                  | 04 | Centre-Est        |
| Tensobentenga (ou Tansobentenga) | rurale                       | villages |                                                        | 14 | Kouritenga                  | 04 | Centre-Est        |
| Yargo                            | rurale                       | villages |                                                        | 14 | Kouritenga                  | 04 | Centre-Est        |
| Bourzanga                        | rurale                       | villages |                                                        | 01 | Bam                         | 05 | Centre-Nord       |
| Guibaré                          | rurale                       | villages |                                                        | 01 | Bam                         | 05 | Centre-Nord       |
| Kongoussi                        | urbaine                      | 7 secteurs et villages | Chef-lieu de province                                  | 01 | Bam                         | 05 | Centre-Nord       |
| Nasséré                          | rurale                       | villages |                                                        | 01 | Bam                         | 05 | Centre-Nord       |
| Rollo                            | rurale                       | villages |                                                        | 01 | Bam                         | 05 | Centre-Nord       |
| Rouko                            | rurale                       | villages |                                                        | 01 | Bam                         | 05 | Centre-Nord       |
| Sabcé                            | rurale                       | villages |                                                        | 01 | Bam                         | 05 | Centre-Nord       |
| Tikaré                           | rurale                       | villages |                                                        | 01 | Bam                         | 05 | Centre-Nord       |
| Zimtenga (ou Zimtanga)           | rurale                       | villages |                                                        | 01 | Bam                         | 05 | Centre-Nord       |
| Boala                            | rurale                       | villages |                                                        | 17 | Namentenga                  | 05 | Centre-Nord       |
| Boulsa                           | urbaine                      | 6 secteurs et 37 villages | Chef-lieu de province                                  | 17 | Namentenga                  | 05 | Centre-Nord       |
| Bouroum                          | rurale                       | villages |                                                        | 17 | Namentenga                  | 05 | Centre-Nord       |
| Dargo                            | rurale                       | villages |                                                        | 17 | Namentenga                  | 05 | Centre-Nord       |
| Nagbingou                        | rurale                       | villages |                                                        | 17 | Namentenga                  | 05 | Centre-Nord       |
| Tougouri                         | rurale                       | villages |                                                        | 17 | Namentenga                  | 05 | Centre-Nord       |
| Yalgo                            | rurale                       | villages |                                                        | 17 | Namentenga                  | 05 | Centre-Nord       |
| Zéguédéguin                      | rurale                       | villages |                                                        | 17 | Namentenga                  | 05 | Centre-Nord       |
| Barsalogho                       | rurale                       | villages |                                                        | 23 | Sanmatenga                  | 05 | Centre-Nord       |
| Boussouma                        | rurale                       | villages |                                                        | 23 | Sandbondtenga               | 05 | Centre-Nord       |
| Dablo                            | rurale                       | villages |                                                        | 23 | Sandbondtenga               | 05 | Centre-Nord       |
| Kaya                             | urbaine                      | 7 secteurs et villages | Chef-lieu de province et de région                     | 23 | Sandbondtenga               | 05 | Centre-Nord       |
| Korsimoro                        | rurale                       | villages |                                                        | 23 | Sandbondtenga               | 05 | Centre-Nord       |
| Mané                             | rurale                       | villages |                                                        | 23 | Sandbondtenga               | 05 | Centre-Nord       |
| Namissiguima                     | rurale                       | villages |                                                        | 23 | Sandbondtenga               | 05 | Centre-Nord       |
| Pensa                            | rurale                       | villages |                                                        | 23 | Sandbondtenga               | 05 | Centre-Nord       |
| Pibaoré (ou Pibaore)             | rurale                       | villages |                                                        | 23 | Sandbondtenga               | 05 | Centre-Nord       |
| Pissila                          | rurale                       | villages |                                                        | 23 | Sandbondtenga               | 05 | Centre-Nord       |
| Ziga                             | rurale                       | villages |                                                        | 23 | Sandbondtenga               | 05 | Centre-Nord       |
| Bingo                            | rurale                       | villages |                                                        | 05 | Boulkiemdé                  | 06 | Centre-Ouest      |
| Imasgo                           | rurale                       | villages |                                                        | 05 | Boulkiemdé                  | 06 | Centre-Ouest      |
| Kindi                            | rurale                       | villages |                                                        | 05 | Boulkiemdé                  | 06 | Centre-Ouest      |
| Kokologho (ou Kokologo)          | rurale                       | villages |                                                        | 05 | Boulkiemdé                  | 06 | Centre-Ouest      |
| Koudougou                        | urbaine                      | 10 secteurs et villages | Chef-lieu de province et de région                     | 05 | Boulkiemdé                  | 06 | Centre-Ouest      |
| Nandiala                         | rurale                       | villages |                                                        | 05 | Boulkiemdé                  | 06 | Centre-Ouest      |
| Nanoro                           | rurale                       | villages |                                                        | 05 | Boulkiemdé                  | 06 | Centre-Ouest      |
| Pella                            | rurale                       | villages |                                                        | 05 | Boulkiemdé                  | 06 | Centre-Ouest      |
| Poa                              | rurale                       | villages |                                                        | 05 | Boulkiemdé                  | 06 | Centre-Ouest      |
| Ramongo                          | rurale                       | villages |                                                        | 05 | Boulkiemdé                  | 06 | Centre-Ouest      |
| Sabou                            | rurale                       | villages |                                                        | 05 | Boulkiemdé                  | 06 | Centre-Ouest      |
| Siglé                            | rurale                       | villages |                                                        | 05 | Boulkiemdé                  | 06 | Centre-Ouest      |
| Soaw                             | rurale                       | villages |                                                        | 05 | Boulkiemdé                  | 06 | Centre-Ouest      |
| Sourgou                          | rurale                       | villages |                                                        | 05 | Boulkiemdé                  | 06 | Centre-Ouest      |
| Thyou                            | rurale                       | villages |                                                        | 05 | Boulkiemdé                  | 06 | Centre-Ouest      |
| Dassa                            | rurale                       | villages |                                                        | 22 | Sanguié                     | 06 | Centre-Ouest      |
| Didyr                            | rurale                       | villages |                                                        | 22 | Sanguié                     | 06 | Centre-Ouest      |
| Godyr                            | rurale                       | villages |                                                        | 22 | Sanguié                     | 06 | Centre-Ouest      |
| Kordié                           | rurale                       | villages |                                                        | 22 | Sanguié                     | 06 | Centre-Ouest      |
| Kyon                             | rurale                       | villages |                                                        | 22 | Sanguié                     | 06 | Centre-Ouest      |
| Pouni                            | rurale                       | villages |                                                        | 22 | Sanguié                     | 06 | Centre-Ouest      |
| Réo                              | urbaine                      | 9 secteurs et villages | Chef-lieu de province                                  | 22 | Sanguié                     | 06 | Centre-Ouest      |
| Ténado                           | rurale                       | villages |                                                        | 22 | Sanguié                     | 06 | Centre-Ouest      |
| Zamo                             | rurale                       | villages |                                                        | 22 | Sanguié                     | 06 | Centre-Ouest      |
| Zawara                           | rurale                       | villages |                                                        | 22 | Sanguié                     | 06 | Centre-Ouest      |
| Biéha                            | rurale                       | villages |                                                        | 25 | Sissili                     | 06 | Centre-Ouest      |
| Boura                            | rurale                       | villages |                                                        | 25 | Sissili                     | 06 | Centre-Ouest      |
| Léo                              | urbaine                      | 10 secteurs et villages | Chef-lieu de province                                  | 25 | Sissili                     | 06 | Centre-Ouest      |
| Nébiélianayou                    | rurale                       | villages |                                                        | 25 | Sissili                     | 06 | Centre-Ouest      |
| Niabouri                         | rurale                       | villages |                                                        | 25 | Sissili                     | 06 | Centre-Ouest      |
| Silly                            | rurale                       | villages |                                                        | 25 | Sissili                     | 06 | Centre-Ouest      |
| Tô                               | rurale                       | villages |                                                        | 25 | Sissili                     | 06 | Centre-Ouest      |
| Bakata                           | rurale                       | villages |                                                        | 44 | Ziro                        | 06 | Centre-Ouest      |
| Bougnounou                       | rurale                       | villages |                                                        | 44 | Ziro                        | 06 | Centre-Ouest      |
| Cassou                           | rurale                       | villages |                                                        | 44 | Ziro                        | 06 | Centre-Ouest      |
| Dalo                             | rurale                       | villages |                                                        | 44 | Ziro                        | 06 | Centre-Ouest      |
| Gao                              | rurale                       | villages |                                                        | 44 | Ziro                        | 06 | Centre-Ouest      |
| Sapouy                           | urbaine                      | 5 secteurs et villages | Chef-lieu de province                                  | 44 | Ziro                        | 06 | Centre-Ouest      |
| Doulougou                        | rurale                       | villages |                                                        | 02 | Bazèga                      | 07 | Centre-Sud        |
| Gaongo                           | rurale                       | villages |                                                        | 02 | Bazèga                      | 07 | Centre-Sud        |
| Ipelcé                           | rurale                       | villages |                                                        | 02 | Bazèga                      | 07 | Centre-Sud        |
| Kayao                            | rurale                       | villages |                                                        | 02 | Bazèga                      | 07 | Centre-Sud        |
| Kombissiri                       | urbaine                      | 5 secteurs et villages | Chef-lieu de province                                  | 02 | Bazèga                      | 07 | Centre-Sud        |
| Saponé                           | rurale                       | villages |                                                        | 02 | Bazèga                      | 07 | Centre-Sud        |
| Toécé                            | rurale                       | villages |                                                        | 02 | Bazèga                      | 07 | Centre-Sud        |
| Guiaro                           | rurale                       | villages |                                                        | 16 | Nahouri (ou Naouri)         | 07 | Centre-Sud        |
| Pô (ou Po)                       | urbaine                      | 8 secteurs et villages | Chef-lieu de province                                  | 16 | Nahouri (ou Naouri)         | 07 | Centre-Sud        |
| Tiébélé (ou Tiebele)             | rurale                       | villages |                                                        | 16 | Nahouri (ou Naouri)         | 07 | Centre-Sud        |
| Zecco                            | rurale                       | villages |                                                        | 16 | Nahouri (ou Naouri)         | 07 | Centre-Sud        |
| Ziou (ou Zio)                    | rurale                       | villages |                                                        | 16 | Nahouri (ou Naouri)         | 07 | Centre-Sud        |
| Béré (ou Bere)                   | rurale                       | villages |                                                        | 30 | Zoundwéogo                  | 07 | Centre-Sud        |
| Bindé (ou Binde)                 | rurale                       | villages |                                                        | 30 | Zoundwéogo                  | 07 | Centre-Sud        |
| Gogo                             | rurale                       | villages |                                                        | 30 | Zoundwéogo                  | 07 | Centre-Sud        |
| Gomboussougou (ou Gombousougou)  | rurale                       | villages |                                                        | 30 | Zoundwéogo                  | 07 | Centre-Sud        |
| Guiba                            | rurale                       | villages |                                                        | 30 | Zoundwéogo                  | 07 | Centre-Sud        |
| Manga                            | urbaine                      | 5 secteurs et villages | Chef-lieu de province et de région                     | 30 | Zoundwéogo                  | 07 | Centre-Sud        |
| Nobéré                           | rurale                       | villages |                                                        | 30 | Zoundwéogo                  | 07 | Centre-Sud        |
| Bilanga                          | rurale                       | villages |                                                        | 08 | Gnagna                      | 08 | Est               |
| Bogandé                          | urbaine                      | 6 secteurs et villages | Chef-lieu de province                                  | 08 | Gnagna                      | 08 | Est               |
| Coalla                           | rurale                       | villages |                                                        | 08 | Gnagna                      | 08 | Est               |
| Liptougou                        | rurale                       | villages |                                                        | 08 | Gnagna                      | 08 | Est               |
| Manni (ou Mani)                  | rurale                       | villages |                                                        | 08 | Gnagna                      | 08 | Est               |
| Piéla                            | rurale                       | villages |                                                        | 08 | Gnagna                      | 08 | Est               |
| Thion                            | rurale                       | villages |                                                        | 08 | Gnagna                      | 08 | Est               |
| Diabo                            | rurale                       | villages |                                                        | 09 | Gourma                      | 08 | Est               |
| Diapangou                        | rurale                       | villages |                                                        | 09 | Gourma                      | 08 | Est               |
| Fada N’Gourma                    | urbaine                      | 11 secteurs et villages | Chef-lieu de province et de région                     | 09 | Gourma                      | 08 | Est               |
| Matiacoali                       | rurale                       | villages |                                                        | 09 | Gourma                      | 08 | Est               |
| Tibga                            | rurale                       | villages |                                                        | 09 | Gourma                      | 08 | Est               |
| Yamba                            | rurale                       | villages |                                                        | 09 | Gourma                      | 08 | Est               |
| Bartiébougou (ou Batiébougou)    | rurale                       | villages |                                                        | 34 | Komandjoari (ou Komondjari) | 08 | Est               |
| Foutouri                         | rurale                       | villages |                                                        | 34 | Komandjoari (ou Komondjari) | 08 | Est               |
| Gayéri                           | urbaine                      | 5 secteurs et villages | Chef-lieu de province                                  | 34 | Komandjoari (ou Komondjari) | 08 | Est               |
| Kompienga                        | rurale                       | villages |                                                        | 35 | Kompienga                   | 08 | Est               |
| Madjoari                         | rurale                       | villages |                                                        | 35 | Kompienga                   | 08 | Est               |
| Pama                             | urbaine                      | 4 secteurs et villages | Chef-lieu de province                                  | 35 | Kompienga                   | 08 | Est               |
| Botou                            | rurale                       | villages |                                                        | 28 | Tapoa                       | 08 | Est               |
| Diapaga                          | urbaine                      | 6 secteurs et villages | Chef-lieu de province                                  | 28 | Tapoa                       | 08 | Est               |
| Kantchari                        | rurale                       | villages |                                                        | 28 | Tapoa                       | 08 | Est               |
| Logobou                          | rurale                       | villages |                                                        | 28 | Tapoa                       | 08 | Est               |
| Namounou                         | rurale                       | villages |                                                        | 28 | Tapoa                       | 08 | Est               |
| Partiaga                         | rurale                       | villages |                                                        | 28 | Tapoa                       | 08 | Est               |
| Tambaga                          | rurale                       | villages |                                                        | 28 | Tapoa                       | 08 | Est               |
| Tansarga                         | rurale                       | villages |                                                        | 28 | Tapoa                       | 08 | Est               |
| Bama                             | rurale                       | villages |                                                        | 10 | Houet                       | 09 | Hauts-Bassins     |
| Bobo-Dioulasso                   | urbaine à statut particulier | 7 arrondissements couvrant : 32 secteurs urbains et 36 villages ruraux                                                                                       | Chef-lieu de province et de région, ancienne capitale  | 10 | Houet                       | 09 | Hauts-Bassins     |
| Dandé                            | rurale                       | villages |                                                        | 10 | Houet                       | 09 | Hauts-Bassins     |
| Faramana                         | rurale                       | villages |                                                        | 10 | Houet                       | 09 | Hauts-Bassins     |
| Fô                               | rurale                       | villages |                                                        | 10 | Houet                       | 09 | Hauts-Bassins     |
| Karangasso-Sambla                | rurale                       | villages |                                                        | 10 | Houet                       | 09 | Hauts-Bassins     |
| Karangasso-Vigué                 | rurale                       | villages |                                                        | 10 | Houet                       | 09 | Hauts-Bassins     |
| Koundougou                       | rurale                       | villages |                                                        | 10 | Houet                       | 09 | Hauts-Bassins     |
| Léna                             | rurale                       | villages |                                                        | 10 | Houet                       | 09 | Hauts-Bassins     |
| Padéma                           | rurale                       | villages |                                                        | 10 | Houet                       | 09 | Hauts-Bassins     |
| Péni                             | rurale                       | villages |                                                        | 10 | Houet                       | 09 | Hauts-Bassins     |
| Satiri                           | rurale                       | villages |                                                        | 10 | Houet                       | 09 | Hauts-Bassins     |
| Toussiana                        | rurale                       | villages |                                                        | 10 | Houet                       | 09 | Hauts-Bassins     |
| Banzon                           | rurale                       | villages |                                                        | 12 | Kénédougou                  | 09 | Hauts-Bassins     |
| Djigouéra                        | rurale                       | villages |                                                        | 12 | Kénédougou                  | 09 | Hauts-Bassins     |
| Kangala                          | rurale                       | villages |                                                        | 12 | Kénédougou                  | 09 | Hauts-Bassins     |
| Kayan                            | rurale                       | villages |                                                        | 12 | Kénédougou                  | 09 | Hauts-Bassins     |
| Koloko                           | rurale                       | villages |                                                        | 12 | Kénédougou                  | 09 | Hauts-Bassins     |
| Kourignon (ou Kourinion)         | rurale                       | villages |                                                        | 12 | Kénédougou                  | 09 | Hauts-Bassins     |
| Kourouma                         | rurale                       | villages |                                                        | 12 | Kénédougou                  | 09 | Hauts-Bassins     |
| Morolaba                         | rurale                       | villages |                                                        | 12 | Kénédougou                  | 09 | Hauts-Bassins     |
| N'Dorola                         | rurale                       | villages |                                                        | 12 | Kénédougou                  | 09 | Hauts-Bassins     |
| Orodara                          | urbaine                      | 7 secteurs et villages | Chef-lieu de province                                  | 12 | Kénédougou                  | 09 | Hauts-Bassins     |
| Samogohiri (ou Samoghohiri)      | rurale                       | villages |                                                        | 12 | Kénédougou                  | 09 | Hauts-Bassins     |
| Samorogouan                      | rurale                       | villages |                                                        | 12 | Kénédougou                  | 09 | Hauts-Bassins     |
| Sindo                            | rurale                       | villages |                                                        | 12 | Kénédougou                  | 09 | Hauts-Bassins     |
| Békuy                            | rurale                       | villages |                                                        | 42 | Tuy (ou Tui)                | 09 | Hauts-Bassins     |
| Béréba                           | rurale                       | villages |                                                        | 42 | Tuy (ou Tui)                | 09 | Hauts-Bassins     |
| Boni                             | rurale                       | villages |                                                        | 42 | Tuy (ou Tui)                | 09 | Hauts-Bassins     |
| Founzan                          | rurale                       | villages |                                                        | 42 | Tuy (ou Tui)                | 09 | Hauts-Bassins     |
| Houndé                           | urbaine                      | 5 secteurs et villages | Chef-lieu de province                                  | 42 | Tuy (ou Tui)                | 09 | Hauts-Bassins     |
| Koti                             | rurale                       | villages |                                                        | 42 | Tuy (ou Tui)                | 09 | Hauts-Bassins     |
| Koumbia                          | rurale                       | villages |                                                        | 42 | Tuy (ou Tui)                | 09 | Hauts-Bassins     |
| Banh                             | rurale                       | villages |                                                        | 39 | Loroum                      | 10 | Nord              |
| Ouindigui                        | rurale                       | villages |                                                        | 39 | Loroum                      | 10 | Nord              |
| Sollé                            | rurale                       | villages |                                                        | 39 | Loroum                      | 10 | Nord              |
| Titao                            | urbaine                      | 7 secteurs et villages | Chef-lieu de province                                  | 39 | Loroum                      | 10 | Nord              |
| Arbollé (ou Arbolé)              | rurale                       | villages |                                                        | 20 | Passoré                     | 10 | Nord              |
| Bagaré                           | rurale                       | villages |                                                        | 20 | Passoré                     | 10 | Nord              |
| Bokin                            | rurale                       | villages |                                                        | 20 | Passoré                     | 10 | Nord              |
| Gomponsom                        | rurale                       | villages |                                                        | 20 | Passoré                     | 10 | Nord              |
| Kirsi                            | rurale                       | villages |                                                        | 20 | Passoré                     | 10 | Nord              |
| Lâ-Todin                         | rurale                       | villages |                                                        | 20 | Passoré                     | 10 | Nord              |
| Pilimpikou                       | rurale                       | villages |                                                        | 20 | Passoré                     | 10 | Nord              |
| Samba                            | rurale                       | villages |                                                        | 20 | Passoré                     | 10 | Nord              |
| Yako                             | urbaine                      | 7 secteurs et villages | Chef-lieu de province                                  | 20 | Passoré                     | 10 | Nord              |
| Barga                            | rurale                       | villages |                                                        | 29 | Yatenga                     | 10 | Nord              |
| Kaïn (ou Kain)                   | rurale                       | villages |                                                        | 29 | Yatenga                     | 10 | Nord              |
| Kalsaga (ou Kalsaka)             | rurale                       | villages |                                                        | 29 | Yatenga                     | 10 | Nord              |
| Kossouka                         | rurale                       | villages |                                                        | 29 | Yatenga                     | 10 | Nord              |
| Koumbri                          | rurale                       | villages |                                                        | 29 | Yatenga                     | 10 | Nord              |
| Namissiguima                     | rurale                       | villages |                                                        | 29 | Yatenga                     | 10 | Nord              |
| Ouahigouya                       | urbaine                      | 15 secteurs et villages | Chef-lieu de province et de région                     | 29 | Yatenga                     | 10 | Nord              |
| Oula                             | rurale                       | villages |                                                        | 29 | Yatenga                     | 10 | Nord              |
| Rambo                            | rurale                       | villages |                                                        | 29 | Yatenga                     | 10 | Nord              |
| Séguénéga                        | rurale                       | villages |                                                        | 29 | Yatenga                     | 10 | Nord              |
| Tangaye                          | rurale                       | villages |                                                        | 29 | Yatenga                     | 10 | Nord              |
| Thiou                            | rurale                       | villages |                                                        | 29 | Yatenga                     | 10 | Nord              |
| Zogoré                           | rurale                       | villages |                                                        | 29 | Yatenga                     | 10 | Nord              |
| Bassi                            | rurale                       | villages |                                                        | 45 | Zondoma                     | 10 | Nord              |
| Boussou                          | rurale                       | villages |                                                        | 45 | Zondoma                     | 10 | Nord              |
| Gourcy                           | urbaine                      | 5 secteurs et villages | Chef-lieu de province                                  | 45 | Zondoma                     | 10 | Nord              |
| Léba                             | rurale                       | villages |                                                        | 45 | Zondoma                     | 10 | Nord              |
| Tougo                            | rurale                       | villages |                                                        | 45 | Zondoma                     | 10 | Nord              |
| Boudry                           | rurale                       | villages |                                                        | 07 | Ganzourgou                  | 11 | Oubri             |
| Kogho (ou Kogo)                  | rurale                       | villages |                                                        | 07 | Ganzourgou                  | 11 | Oubri             |
| Méguet                           | rurale                       | villages |                                                        | 07 | Ganzourgou                  | 11 | Oubri             |
| Mogtédo                          | rurale                       | villages |                                                        | 07 | Ganzourgou                  | 11 | Oubri             |
| Salogo                           | rurale                       | villages |                                                        | 07 | Ganzourgou                  | 11 | Oubri             |
| Zam                              | rurale                       | villages |                                                        | 07 | Ganzourgou                  | 11 | Oubri             |
| Zorgho                           | urbaine                      | 6 secteurs et villages | Chef-lieu de province                                  | 07 | Ganzourgou                  | 11 | Oubri             |
| Zoungou                          | rurale                       | villages |                                                        | 07 | Ganzourgou                  | 11 | Oubri             |
| Boussé                           | urbaine                      | 5 secteurs et villages | Chef-lieu de province                                  | 37 | Kourwéogo                   | 11 | Oubri             |
| Laye                             | rurale                       | villages |                                                        | 37 | Kourwéogo                   | 11 | Oubri             |
| Niou                             | rurale                       | villages |                                                        | 37 | Kourwéogo                   | 11 | Oubri             |
| Sourgoubila                      | rurale                       | villages |                                                        | 37 | Kourwéogo                   | 11 | Oubri             |
| Toéghin                          | rurale                       | villages |                                                        | 37 | Kourwéogo                   | 11 | Oubri             |
| Absouya                          | rurale                       | villages |                                                        | 18 | Bassitenga                  | 11 | Oubri             |
| Dapélogo                         | rurale                       | villages |                                                        | 18 | Bassitenga                  | 11 | Oubri             |
| Loumbila                         | rurale                       | villages |                                                        | 18 | Bassitenga                  | 11 | Oubri             |
| Nagréongo                        | rurale                       | villages |                                                        | 18 | Bassitenga                  | 11 | Oubri             |
| Ourgou-Manéga                    | rurale                       | villages |                                                        | 18 | Bassitenga                  | 11 | Oubri             |
| Ziniaré                          | urbaine                      | 5 secteurs et villages | Chef-lieu de province et de région                     | 18 | Bassitenga                  | 11 | Oubri             |
| Zitenga                          | rurale                       | villages |                                                        | 18 | Bassitenga                  | 11 | Oubri             |
| Déou                             | rurale                       | villages |                                                        | 19 | Oudalan                     | 12 | Sahel             |
| Gorom-Gorom (ou Gorom Gorom)     | urbaine                      | 5 secteurs et villages | Chef-lieu de province                                  | 19 | Oudalan                     | 12 | Sahel             |
| Markoye                          | rurale                       | villages |                                                        | 19 | Oudalan                     | 12 | Sahel             |
| Oursi                            | rurale                       | villages |                                                        | 19 | Oudalan                     | 12 | Sahel             |
| Tin-Akoff (ou Tin-Akof)          | rurale                       | villages |                                                        | 19 | Oudalan                     | 12 | Sahel             |
| Bani                             | rurale                       | villages |                                                        | 24 | Séno                        | 12 | Sahel             |
| Dori                             | urbaine                      | 8 secteurs et villages | Chef-lieu de province et de région                     | 24 | Séno                        | 12 | Sahel             |
| Falangountou (ou Falagountou)    | rurale                       | villages |                                                        | 24 | Séno                        | 12 | Sahel             |
| Gorgadji                         | rurale                       | villages |                                                        | 24 | Séno                        | 12 | Sahel             |
| Sampelga                         | rurale                       | villages |                                                        | 24 | Séno                        | 12 | Sahel             |
| Seytenga                         | rurale                       | villages |                                                        | 24 | Séno                        | 12 | Sahel             |
| Arbinda (ou Aribinda)            | rurale                       | villages |                                                        | 26 | Soum                        | 12 | Sahel             |
| Baraboulé                        | rurale                       | villages |                                                        | 26 | Soum                        | 12 | Sahel             |
| Djibo                            | urbaine                      | 9 secteurs et villages | Chef-lieu de province                                  | 26 | Soum                        | 12 | Sahel             |
| Djiguel (ou Diguel)              | rurale                       | villages |                                                        | 26 | Soum                        | 12 | Sahel             |
| Kelbo                            | rurale                       | villages |                                                        | 26 | Soum                        | 12 | Sahel             |
| Koutougou                        | rurale                       | villages |                                                        | 26 | Soum                        | 12 | Sahel             |
| Nassoumbou                       | rurale                       | villages |                                                        | 26 | Soum                        | 12 | Sahel             |
| Pobé-Mengao                      | rurale                       | villages |                                                        | 26 | Soum                        | 12 | Sahel             |
| Tongomayel                       | rurale                       | villages |                                                        | 26 | Soum                        | 12 | Sahel             |
| Boundoré                         | rurale                       | villages |                                                        | 43 | Yagha                       | 12 | Sahel             |
| Mansila                          | rurale                       | villages |                                                        | 43 | Yagha                       | 12 | Sahel             |
| Sébba (ou Sebba)                 | urbaine                      | 5 secteurs et villages | Chef-lieu de province                                  | 43 | Yagha                       | 12 | Sahel             |
| Solhan (ou Solan)                | rurale                       | villages |                                                        | 43 | Yagha                       | 12 | Sahel             |
| Tankougounadié                   | rurale                       | villages |                                                        | 43 | Yagha                       | 12 | Sahel             |
| Titabé                           | rurale                       | villages |                                                        | 43 | Yagha                       | 12 | Sahel             |
| Bondigui                         | rurale                       | villages |                                                        | 03 | Bougouriba                  | 13 | Sud-Ouest         |
| Diébougou                        | urbaine                      | 7 secteurs et villages | Chef-lieu de province                                  | 03 | Bougouriba                  | 13 | Sud-Ouest         |
| Dolo                             | rurale                       | villages |                                                        | 03 | Bougouriba                  | 13 | Sud-Ouest         |
| Iolonioro (ou Nioronioro)        | rurale                       | villages |                                                        | 03 | Bougouriba                  | 13 | Sud-Ouest         |
| Tiankoura                        | rurale                       | villages |                                                        | 03 | Bougouriba                  | 13 | Sud-Ouest         |
| Dano                             | urbaine                      | 7 secteurs et villages | Chef-lieu de province                                  | 33 | Ioba                        | 13 | Sud-Ouest         |
| Dissin                           | rurale                       | villages |                                                        | 33 | Ioba                        | 13 | Sud-Ouest         |
| Guéguéré                         | rurale                       | villages |                                                        | 33 | Ioba                        | 13 | Sud-Ouest         |
| Koper                            | rurale                       | villages |                                                        | 33 | Ioba                        | 13 | Sud-Ouest         |
| Niégo (ou Niego)                 | rurale                       | villages |                                                        | 33 | Ioba                        | 13 | Sud-Ouest         |
| Oronkua                          | rurale                       | villages |                                                        | 33 | Ioba                        | 13 | Sud-Ouest         |
| Ouessa                           | rurale                       | villages |                                                        | 33 | Ioba                        | 13 | Sud-Ouest         |
| Zambo                            | rurale                       | villages |                                                        | 33 | Ioba                        | 13 | Sud-Ouest         |
| Batié                            | urbaine                      | 5 secteurs et villages | Chef-lieu de province                                  | 41 | Noumbiel                    | 13 | Sud-Ouest         |
| Boussoukoula                     | rurale                       | villages |                                                        | 41 | Noumbiel                    | 13 | Sud-Ouest         |
| Kpuéré (ou Kpueré)               | rurale                       | villages |                                                        | 41 | Noumbiel                    | 13 | Sud-Ouest         |
| Legmoin                          | rurale                       | villages |                                                        | 41 | Noumbiel                    | 13 | Sud-Ouest         |
| Midébdo (ou Midebdo)             | rurale                       | villages |                                                        | 41 | Noumbiel                    | 13 | Sud-Ouest         |
| Bouroum-Bouroum                  | rurale                       | villages |                                                        | 21 | Poni                        | 13 | Sud-Ouest         |
| Bousséra (ou Boussera)           | rurale                       | villages |                                                        | 21 | Poni                        | 13 | Sud-Ouest         |
| Djigoué                          | rurale                       | villages |                                                        | 21 | Poni                        | 13 | Sud-Ouest         |
| Gaoua                            | urbaine                      | 8 secteurs et villages | Chef-lieu de province et de région                     | 21 | Poni                        | 13 | Sud-Ouest         |
| Gbomblora                        | rurale                       | villages |                                                        | 21 | Poni                        | 13 | Sud-Ouest         |
| Kampti                           | rurale                       | villages |                                                        | 21 | Poni                        | 13 | Sud-Ouest         |
| Loropéni                         | rurale                       | villages |                                                        | 21 | Poni                        | 13 | Sud-Ouest         |
| Malba                            | rurale                       | villages |                                                        | 21 | Poni                        | 13 | Sud-Ouest         |
| Nako                             | rurale                       | villages |                                                        | 21 | Poni                        | 13 | Sud-Ouest         |
| Périgban (ou Pérignan)           | rurale                       | villages |                                                        | 21 | Poni                        | 13 | Sud-Ouest         |